# آنا دراویدا مونترا کاژاگام سراسری هند
حزب آنا دراویدا مونترا کاژاگام  حزبی سیاسی در هند است. این حزب در سال ۱۹۷۲ بدست ام.جی. راماچاندران بنیان نهاده شد. هم‌اکنون رهبر حزب جی. جایالالیتا است.
حزب آنا دراویدا مونترا کاژاگام، در انتخابات مجلس ۲۰۰۴ تعداد ۸ ۵۴۷ ۰۱۴ رای (۲٫۲٪) دریافت کرد.
ولی حزب موفق به کسب کرسی در مجلس نشد.